# Теракт в Аммане 9 ноября 2005 года
Террористический акт в Аммане 9 ноября 2005 года — серия террористических актов, произведённых приверженцами исламского фундаментализма. В результате теракта погибло 67 человек, более 150 человек были ранены. Взрывы прогремели синхронно в среду вечером сразу в трёх популярных международных отелях — гостиницах Grand Hyatt, Radisson SAS, расположенных не более чем в 100 метрах друг от друга, а также в гостинице Days Inn.

## Подготовка к теракту
5 ноября 2005 года, в Иорданию из Ирака прибыли 35-летняя Саджида Мубарак Атрус аль-Ришави вместе с мужем Али Хусейном Аль-Шамари из иракского города Рамади. Их везли на белом автомобиле, в котором кроме водителя находился сопровождающий. В спальном районе Аммана террористы, имевшие поддельные паспорта, сняли скромную квартиру.
Одновременно в Иорданию приехали ещё двое смертников — 23-летние Равад Жасем Мохаммед Абед и Сафа Мохаммед Али. (Все четыре боевика — уроженцы иракской провинции Анбар близ Багдада, населённой в основном суннитами.) Эта пара в среду 9 ноября около 20.50 отправилась в отели Grand Hyatt и Days Inn, где и прогремели взрывы.

## Хронология теракта

### Взрыв в Grand Hyatt
Первый взрыв произошёл в 20.50 по местному времени на первом этаже в пятизвёздной гостинице Grand Hyatt. Незадолго до теракта в гостинице закончился международный конгресс по вопросу палестинских беженцев. Его осуществил 23-летний Равад Жасем Мохаммед Абед, прибывший на место теракта на такси. Среди погибших в результате этого теракта — трое лидеров Палестинской Автономии: Башир Нафа, глава военной разведки в Иудее и Самарии, Абд Алон, начальник министерства внутренних дел Палестинской Автономии и Джихад Фатуах, атташе по торговле в Египте.

### Взрыв в Radisson SAS
Самое большое число жертв, по словам властей, было в соседнем пятизвёздном отеле Radisson SAS, где взрыв прогремел в районе 21.00. Эта гостиница была особенно популярна среди израильских туристов. Накануне вечером там отмечалась свадьба, на праздник собралось около 300 гостей. По данным полиции, террорист с бомбой пробрался в центр толпы гостей свадьбы и взорвал пояс шахида. Холл гостиницы и зал ресторана оказались разрушены. Жертвами взрыва здесь стали около 40 человек. Этот теракт осуществил Али Хусейн Аль-Шамари. Его жена чудом осталась жива: её пояс шахида не взорвался, хотя она и дёрнула за «нужный шнур». Впоследствии она попала в руки иорданских спецслужб.

### Взрыв в Days Inn
Позже стало известно о третьем взрыве — в шестиэтажной гостинице Days Inn. Взрыв произошёл в ночном клубе гостиницы. Этот теракт осуществил Сафа Мохаммед Али, прибывший на место теракта в арендованном автомобиле.

## Последствия
Сразу же по получении информации о теракте, король Иордании Абдалла II прервал официальный визит в Казахстан и вернулся в Амман.
В Иордании был объявлен национальный день траура, поэтому все правительственные и общественные учреждения, а также банки Иордании не работали 10 ноября. Несколько народных и общественных организаций решили организовать шествия в Аммане и других городах Иордании для выражения протеста против терактов.
В результате оперативных действий в руки иорданских спецслужб попала 35-летняя Саджида Мубарак Атрус аль-Ришави, которая чудом осталась жива: её пояс шахида не взорвался, хотя она и дёрнула за «нужный шнур». Впоследствии суд Иордании приговорил её к смертной казни через повешение. 4 февраля 2015 года приговор был приведён в исполнение в ответ на сожжение иорданского пилота Муаза аль-Касасибы, осуществлённое боевиками ИГ и снятое ими на видео. 
В организации теракта обвинили иорданского лидера группировки «Аль-Каида» в Ираке Абу Мусаб аз-Заркави, который позже взял на себя ответственность за этот теракт. Ранее он уже подозревался властями Иордании в серии нападений на чиновников и государственные учреждения в стране. В частности, аз-Заркави обвиняли в убийстве американского дипломата Лоуренса Фолея в 2002 году.
Это были первые более чем за 35 лет теракты в Иордании. Впервые за всю историю королевства взрывы осуществили террористы-смертники.